# Andreas Schriever
Andreas Schriever (* 15. September 1951 in Osnabrück) ist ein deutscher Jurist und Richter am Bundessozialgericht.

## Leben
Nach dem Studium der Rechtswissenschaften in Münster legte Andreas Schriever 1976 und 1979 die beiden juristischen Staatsexamen ab. 
Seit März 1979 war er in der ordentlichen Gerichtsbarkeit des Landes Niedersachsen tätig, zunächst als Richter am Landgericht Osnabrück und am Amtsgericht Meppen, später als Staatsanwalt wiederum in Osnabrück. Nach einer zweijährigen Abordnung an das niedersächsische Justizministerium erfolgte 1988 der Wechsel in die Sozialgerichtsbarkeit und die Ernennung zum Richter am Landessozialgericht. Zum 1. Januar 1993 wurde Schriever Vizepräsident des Landessozialgerichts Sachsen-Anhalt.
Die Ernennung zum Richter am Bundessozialgericht erfolgte im Juli 1995. Dort gehörte Schriever dem 3. Senat an, der für Streitsachen aus der Kranken-, Künstlersozial- und Pflegeversicherung zuständig ist. Zuletzt war er stellvertretender Vorsitzender des Senats.
Ende Februar 2017 trat Schriever in den Ruhestand.

## Schriften
- Andreas Schriever: Der Begriff der Kunst im Künstlersozialversicherungsrecht. In: Matthias von Wulffen (Hrsg.): Festschrift 50 Jahre Bundessozialgericht. Heymann, Köln, Berlin, München 2004, ISBN 3-452-25516-6, S. 709–723.
- Andreas Schriever: 25 Jahre Künstlersozialversicherung in Deutschland. In: Jürgen Bender (Hrsg.): Sozialrecht – eine terra incognita. Festschrift 50 Jahre saarländische Sozialgerichtsbarkeit. Alma Mater, Saarbrücken 2009, ISBN 978-3-935009-35-5, S. 155–173.